# Jeanne d'Albret
Jeanne III (reine de Navarre)
Pour les articles homonymes, voir Jeanne d'Albret (homonymie), Albret et Jeanne de Navarre.
Jeanne d'Albret, née le 16 novembre 1528 au château de Saint-Germain-en-Laye, morte le 9 juin 1572 à Paris, est reine de Navarre de 1555 à sa mort sous le nom de Jeanne III. Elle est la fille unique d'Henri II, roi de Navarre, et de Marguerite de Valois-Angoulême.
Nièce du roi de France François Ier, elle est élevée sous son autorité à la cour de France. Elle épouse Antoine de Bourbon, duc de Vendôme et premier prince du sang, et elle est la mère du roi Henri IV. Figure importante du protestantisme en France, elle s'illustre par sa rigueur morale et son intransigeance religieuse. Au début des guerres de religion, elle se sépare de son époux, qui a rejoint le camp catholique, et implante durablement le calvinisme sur ses terres.

## Biographie

### Jeunesse et premier mariage

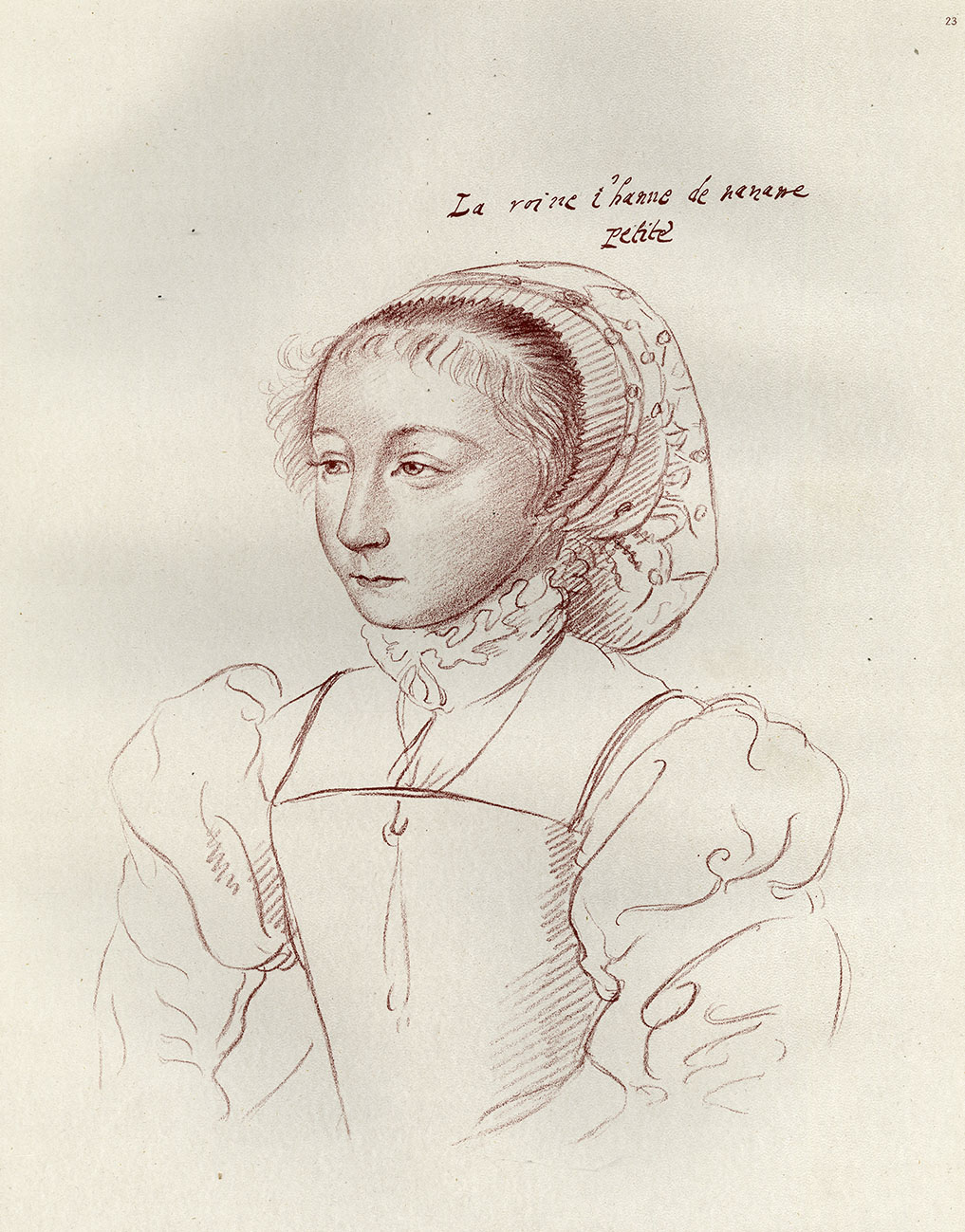
Jeanne d'Albret enfant, d'après un dessin de Jean ou François Clouet.

Jeanne naît au château de Saint-Germain-en-Laye, le palais de la cour royale, le 16 novembre 1528 à cinq heures de l'après-midi. Elle est la fille unique du roi de Navarre Henri II d'Albret et de Marguerite d'Angoulême. Sa mère, fille de Louise de Savoie et de Charles d'Orléans, comte d'Angoulême, est la sœur de François Ier et a déjà été mariée à Charles IV d'Alençon. Elle est aussi une écrivaine d'un certain talent.  
La naissance de Jeanne est officiellement annoncée le 7 janvier suivant lorsque le roi François donne son autorisation pour l'ajout d'un nouveau maître dans toutes les villes où il y a des guildes incorporées « en l'honneur de la naissance de Jeanne de Navarre, la nièce du roi ». En 1538, selon la volonté de son oncle le roi François qui reprend son éducation, Jeanne est élevée dans le château de Plessis-lèz-Tours dans le Val de Loire (Touraine), vivant ainsi séparée de ses parents. Le roi François Ier la soustrait à son père qui entend la marier au fils ou au neveu de Charles Quint, ce qui aurait fait passer à terme toutes les possessions de la famille d'Albret sous la coupe de l'Espagne, Charles Quint pensant ainsi régler le statut du royaume de Navarre. François Ier assigne ainsi la jeune fille dans cette résidence à quelques lieues du château de Blois, résidence favorite des rois de France à la Renaissance. Jeanne grandit alors à la cour de France et assiste aux principaux événements politiques de son temps. Elle reçoit une excellente éducation sous la tutelle de l'humaniste Nicolas Bourbon (1503-1550).  
Décrite comme une « princesse frivole et pleine d'entrain », elle affiche également, dès son plus jeune âge, un caractère à la fois têtu et inflexible.  
Le 13 juin 1541, alors que Jeanne a 12 ans, François Ier, pour des raisons politiques, la contraint à épouser Guillaume de Clèves, le frère d'Anne de Clèves, la quatrième épouse d' Henri VIII d'Angleterre. Bien qu'élevée dans l'obéissance et n'ayant que douze ans, elle proteste et tient tête au roi jusqu'au jour de la cérémonie. La noce a lieu le 9 juin 1541 dans le Haut-Poitou, à Châtellerault. Elle doit être littéralement portée à l'autel par le Connétable de France, Anne de Montmorency. Une description de l'apparence de Jeanne à son mariage révèle qu'elle est somptueusement vêtue, portant une couronne d'or, une jupe d'argent et d'or incrustée de pierres précieuses et un manteau de satin cramoisi richement garni d'hermine. Avant son mariage, Jeanne signe deux documents qu'elle fait signer aux officiers de sa maison, déclarant : « Moi, Jeanne de Navarre, persistant dans les protestations que j'ai déjà faites, j'affirme et proteste de nouveau par les présents, que  le mariage que l'on veut contracter entre le duc de Clèves et moi est contre ma volonté, que je n'y ai jamais consenti et que je n'y consentirai pas. . . » Les fêtes qui se tiennent à cette occasion, en juin et juillet 1541, sont restées « légendaires ». Jeanne accumule les preuves que ce mariage lui a été imposé par la contrainte et repousse sans cesse sa consommation. Lorsque le duc de Clèves signe le traité de Venlo qui met fin à son alliance avec le roi François Ier, ce dernier laisse carte blanche à la jeune fille pour faire valoir ses arguments permettant d'obtenir l'annulation du mariage par un bref du pape Paul III le 12 octobre 1545. Elle reste à la cour royale.

### Second mariage, duchesse de Vendôme

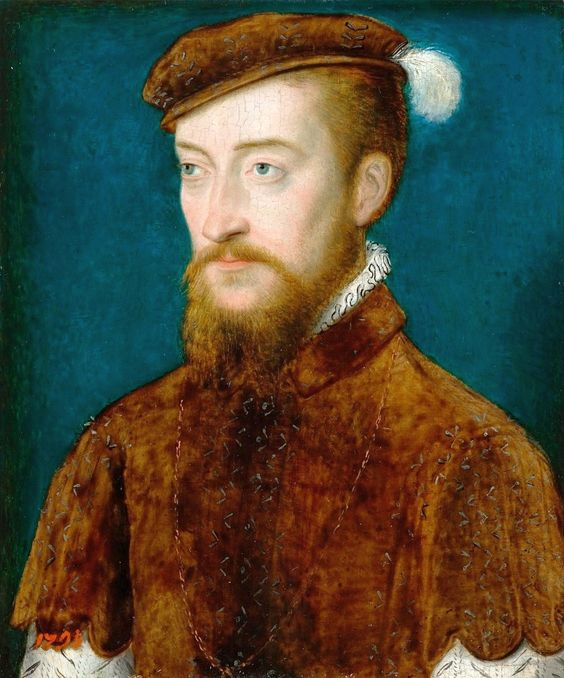
Portrait d'Antoine de Bourbon, duc de Vendôme peint par Corneille de Lyon en 1548, à l'occasion de leur mariage, palais royal de Varsovie.

Après la mort de François Ier en 1547 et l'accession d'Henri II au trône de France, Jeanne épouse à Moulins (Allier), le 20 octobre 1548, Antoine de Bourbon, duc de Vendôme, « premier prince du sang ». Le mariage a pour but de consolider les possessions territoriales dans le nord et le sud de la France.
En 1551, à la naissance d’Alexandre de Valois, futur Henri III, elle est choisie pour en être la marraine.
Antoine est un coureur de jupons notoire. En 1554, il a un fils illégitime, Charles, par Louise de La Béraudière du Rouhet, une beauté de cour connue comme « La belle Rouet ».
Le couple a cinq enfants, dont deux seulement, Henri, roi de France (1589 à 1610) et roi de Navarre (1572 à 1610), et Catherine de Bourbon (1559-1604), atteignent l'âge adulte.

### Reine de Navarre

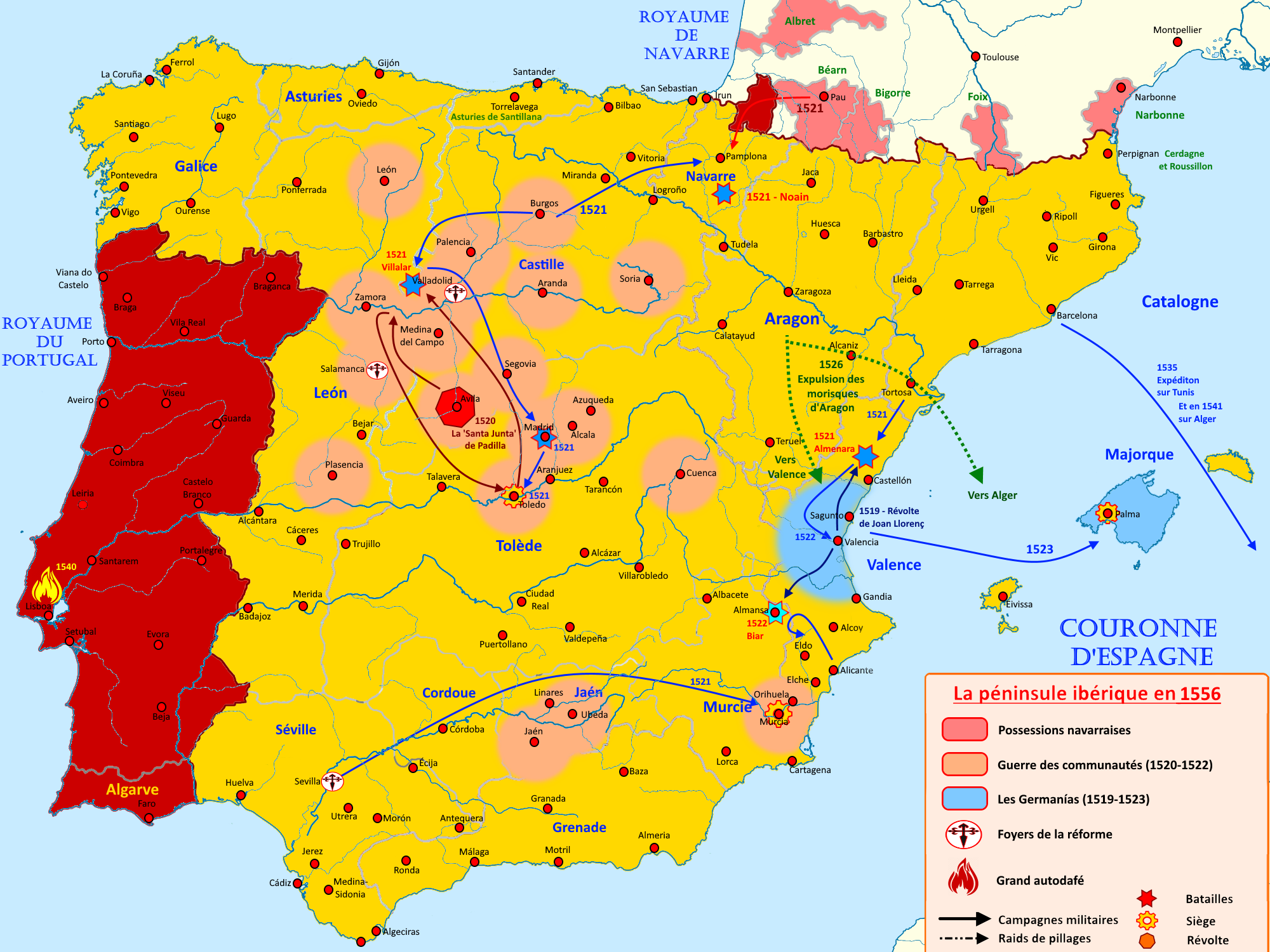
Le royaume de Navarre de 1516 à 1556.

Le 25 mai 1555, Jeanne succède à son père sur le trône de Navarre qu'elle gouverne conjointement avec son mari. Lors de l'accession au trône, elle hérite d'un conflit sur le Royaume de Navarre et d'une emprise territoriale indépendante sur la Basse-Navarre, la Soule, et la principauté de Béarn, ainsi que d'autres dépendances sous la suzeraineté de la Couronne de France.
Jeanne et Antoine sont couronnés lors d'une cérémonie commune selon les rites de l'Église catholique romaine le 18 août 1555 à Pau. Le mois précédent, une pièce du couronnement commémorant le nouveau règne a été frappée. Elle est inscrite en latin avec les mots suivants : Antonius et Johanna Dei gratia reges Navarrae Domini Bearni (« Antoine et Jeanne, par la grâce de Dieu, monarques de Navarre et seigneurs de Béarn »). Les fréquentes absences d'Antoine laissent Jeanne en Béarn, régnant seule et en pleine charge d'une maison qu'elle dirige d'une main ferme et résolue.
Dans le domaine des affaires extérieures, elle cherche en vain à obtenir la restitution de la Haute-Navarre, que les Espagnols ont annexée en 1512, en envoyant son oncle Pierre d'Albret en ambassade auprès de la cour pontificale. Une alliance contre l'Espagne est même formalisée par la Navarre en 1559 avec le sultan du Maroc Abdallah el-Ghalib.

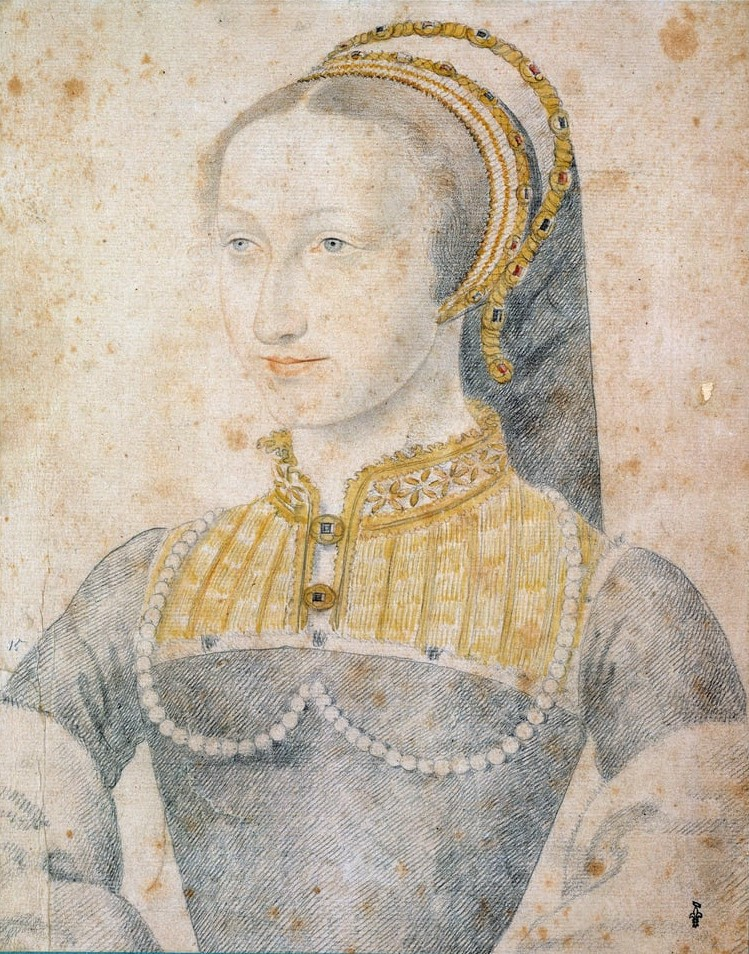
Portrait de Jeanne d'Albret par un artiste de l'École de François Clouet, 2e quart du XVIe siècle.

Jeanne a été influencée par sa mère, décédée en 1549, qui avait des penchants pour la réforme, la pensée humaniste et la liberté individuelle, mais rechignait encore à l'idée de rompre avec l’Église catholique à laquelle elle restait attachée. Cet héritage a une influence sur sa décision de se convertir au calvinisme. Au cours de la première année de son règne, la reine Jeanne III convoque une conférence des ministres protestants huguenots assiégés. Elle se convertit probablement sous l'influence de Théodore de Bèze arrivé à sa cour, à Nérac, en août 1560. Elle déclare ensuite le calvinisme religion officielle de son royaume après avoir publiquement adopté les enseignements de Jean Calvin le jour de Noël 1560. Cette conversion fait d'elle la protestante au rang le plus élevé de France. Elle est désignée comme ennemie de la Contre-Réforme montée par l'Église catholique. Par l’ordonnance du 19 juillet 1561, elle autorise le calvinisme dans son royaume.
À la même époque, son époux Antoine, qui vit seul à la cour de France à Paris (le couple est séparé depuis que Jeanne a appris que son mari infidèle a eu un fils avec une autre femme), affiche de plus en plus ses préférences pour le catholicismesous l'influence du roi, qui lui promet la lieutenance générale du royaume. En 1561, Catherine de Médicis, dans son rôle de régente de son fils Charles IX, nomme Antoine lieutenant général de France. Jeanne et Catherine s'étaient rencontrées à la cour dans les dernières années du règne de François Ier et peu de temps après l'accession d'Henri II au trône de France, lorsque Catherine atteignit le rang de reine consort. L'historien Mark Strage a suggéré que Jeanne est l'un des principaux détracteurs de Catherine, la qualifiant avec mépris de « fille de l'épicier florentin ». 
Elle s'oppose fortement à Pierre d'Albret, devenu évêque de Comminges, qui garde l'appui du pape Pie IV et de Philippe II qui souhaitent garder la Navarre catholique. Elle entame après la mort d'Antoine, en 1562, une série de mesures visant à implanter la Réforme en Béarn. Parmi elles, on compte la publication du catéchisme de Calvin en béarnais (1563), la fondation d'une académie protestante à Orthez (1566), la rédaction de nouvelles Ordonnances ecclésiastiques (1566, 1571), la traduction en basque du Nouveau Testament par Jean de Liçarrague (1571), la traduction en béarnais du Psautier de Clément Marot par Arnaud de Salette (1568) et la fondation de l'Académie de La Rochelle à la tête de laquelle elle nomme le Navarrais Pierre de Morentin (1571). En 1567, Jean de Lacvivier devient un de ses plus proches conseillers. À la suite de l'imposition du calvinisme dans son royaume, une farouche opposition catholique se manifeste qui aboutit à ce que les prêtres et les religieuses soient bannis, les églises catholiques détruites et le rituel catholique interdit (1570). 
En plus de ses réformes religieuses, Jeanne travaille à la réorganisation de son royaume, réformant durablement les systèmes économiques et judiciaires de ses domaines.
Elle est décrite comme « de petite taille, frêle mais droite », son visage est étroit, ses yeux clairs, froids et immobiles, et ses lèvres fines. Elle est très intelligente, mais austère et pharisaïque (de piété ostentatoire). Son discours est fortement sarcastique et véhément. Théodore Agrippa d'Aubigné, le chroniqueur huguenot, décrit Jeanne comme ayant « un esprit assez puissant pour diriger les plus hautes affaires ».

### Premières guerres de religion (1562-1565)
La lutte de pouvoir entre catholiques et huguenots pour le contrôle de la cour de France et de la France dans son ensemble conduit au déclenchement des guerres de religion en 1562. Jeanne et Antoine sont à la cour, lorsque ce dernier prend la décision de soutenir la faction catholique, dirigée par la maison de Guise. En conséquence, il menace de répudier Jeanne lorsqu'elle refuse d'assister à la messe. Catherine de Médicis, dans une tentative d'orienter une voie médiane entre les deux factions belligérantes, supplie également Jeanne d'obéir à son mari pour le bien de la paix, mais en vain. Jeanne tient bon, refuse fermement d'abandonner la religion calviniste et continue à faire célébrer des offices protestants dans ses appartements.
Lorsque de nombreux autres nobles rejoignent également le camp catholique, Jeanne n'a d'autre choix que de soutenir la faction catholique. Craignant la colère de son mari et de Catherine, elle quitte Paris en mars 1562 et se dirige vers le sud pour se réfugier dans le Béarn.
Lorsqu'elle s'arrête pour un bref séjour au château ancestral de son mari à Vendôme le 14 mai pour interrompre son long voyage de retour, elle ne réussit pas  à empêcher une force huguenote de 400 hommes d'envahir la ville. La troupe maraude dans les rues de Vendôme, pille et saccage toutes les églises, maltraite les habitants, pille la collégiale Saint-Georges du château ducal qui abrite les tombeaux des ancêtres d'Antoine. Son mari adopte une position belliqueuse à son égard. Il donne l'ordre à Blaise de Lasseran-Massencôme, seigneur de Montluc de la faire arrêter et de la ramener à Paris pour être ensuite envoyée dans un couvent catholique. Elle reprend son voyage après avoir quitté Vendôme et réussit à échapper à ses ravisseurs, passant en toute sécurité la frontière du Béarn avant de pouvoir être interceptée par le seigneur de Montluc et ses troupes.
À la fin de l'année 1562, Antoine est mortellement blessé au siège de Rouen et meurt avant que Jeanne n'obtienne l'autorisation nécessaire pour franchir les lignes ennemies, afin d'être à son chevet et le soigner. La maîtresse d’Antoine a été convoquée sur son lit de mort. Jeanne règne désormais sur la Navarre comme seule reine régnante, son sexe n'étant pas un obstacle à sa souveraineté. Son fils Henri devient par la suite « premier prince du sang ». Jeanne l'amène souvent à travers ses domaines pour superviser les affaires administratives. Elle refuse une offre de mariage émise par Philippe II d'Espagne qui espère la marier à son fils, à la condition qu'elle revienne à la foi catholique.
La position de Jeanne dans les conflits reste relativement neutre au début, étant principalement préoccupée par les défenses militaires, étant donné la situation géographique de la Navarre à côté de l'Espagne catholique. Des envoyés papaux viennent pour l'amadouer ou la contraindre à retourner au catholicisme et à abolir l'hérésie dans son royaume. Sa réponse est de répliquer que « l'autorité du légat du pape n'est pas reconnue en Béarn ». À un moment donné, un complot est mené par le pape Pie IV pour la faire kidnapper et remettre à l'Inquisition espagnole, où elle serait emprisonnée à Madrid, et les dirigeants de France et d'Espagne invités à annexer la Navarre à leurs couronnes. Jeanne est convoquée à Rome pour y être interrogée pour hérésie sous la triple peine d'excommunication, de confiscation de ses biens et d'une déclaration selon laquelle son royaume est à la disposition de tout souverain qui souhaitait l'envahir.
Cette dernière menace alarme le roi Philippe, et l'ingérence flagrante de la papauté dans les affaires françaises enrage également Catherine de Médicis qui, au nom de Charles IX, envoie des lettres de protestation au pape. Les menaces ne se concrétisent jamais . Au cours de la marche royale de la Cour de France entre janvier 1564 et mai 1565, Jeanne rencontre et s'entretient avec Catherine de Médicis à Mâcon et Nérac.
En 1566, le roi d'Espagne obtient cependant du nouveau pape Pie V que le territoire du diocèse de Bayonne soit réduit au profit de celui de Pampelune, afin de faire coïncider les frontières religieuses avec les frontières politiques résultant de la récente conquête de la Navarre.

### La Rochelle, chef politique du parti protestant

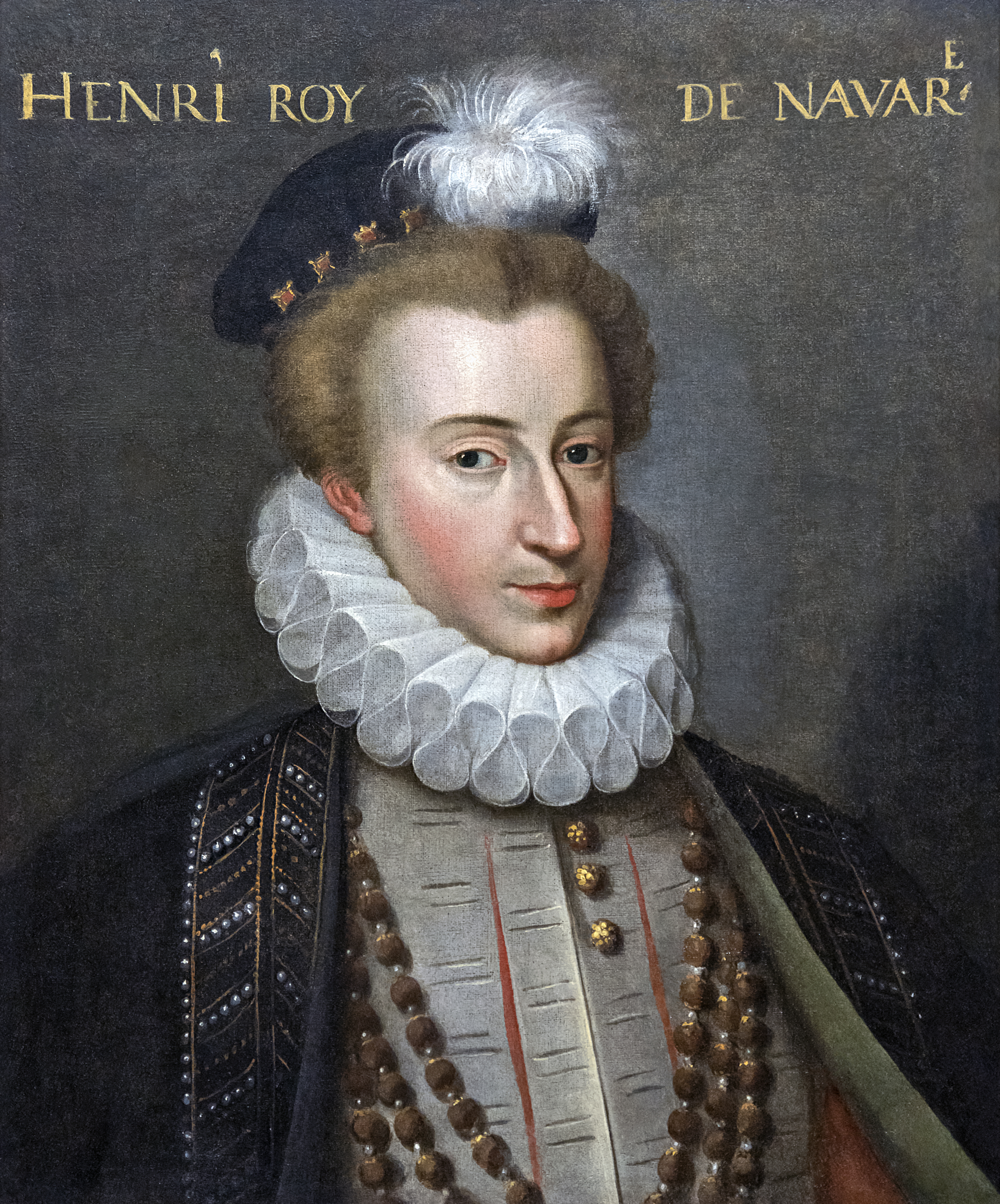
Portait d'Henri IV vers 1575, musée national du Château de Pau.

Lorsque la troisième guerre de religion éclate en 1568, Jeanne décide de soutenir activement la cause huguenote. Sentant que leur vie est en danger à l'approche des troupes catholiques françaises et espagnoles, elle se réfugie avec son fils Henri, âgé de quinze ans, dans le fief protestant de La Rochelle, et y arrive le 28 septembre.
Elle y prend la tête du mouvement protestant qu'elle administre dans tous les domaines à l'exception des affaires militaires. Elle assure la communication avec les princes étrangers alliés, dont elle tente de conserver le soutien, surtout après la mort de Condé en mars 1569. Elle écrit des manifestes et envoie des lettres à des dirigeants étrangers sympathisants, demandant leur aide. Elle imagine la province de Guyenne comme une « patrie protestante » et joue un rôle de premier plan dans les actions militaires de 1569 à 1570 dans le but de voir son rêve se réaliser.

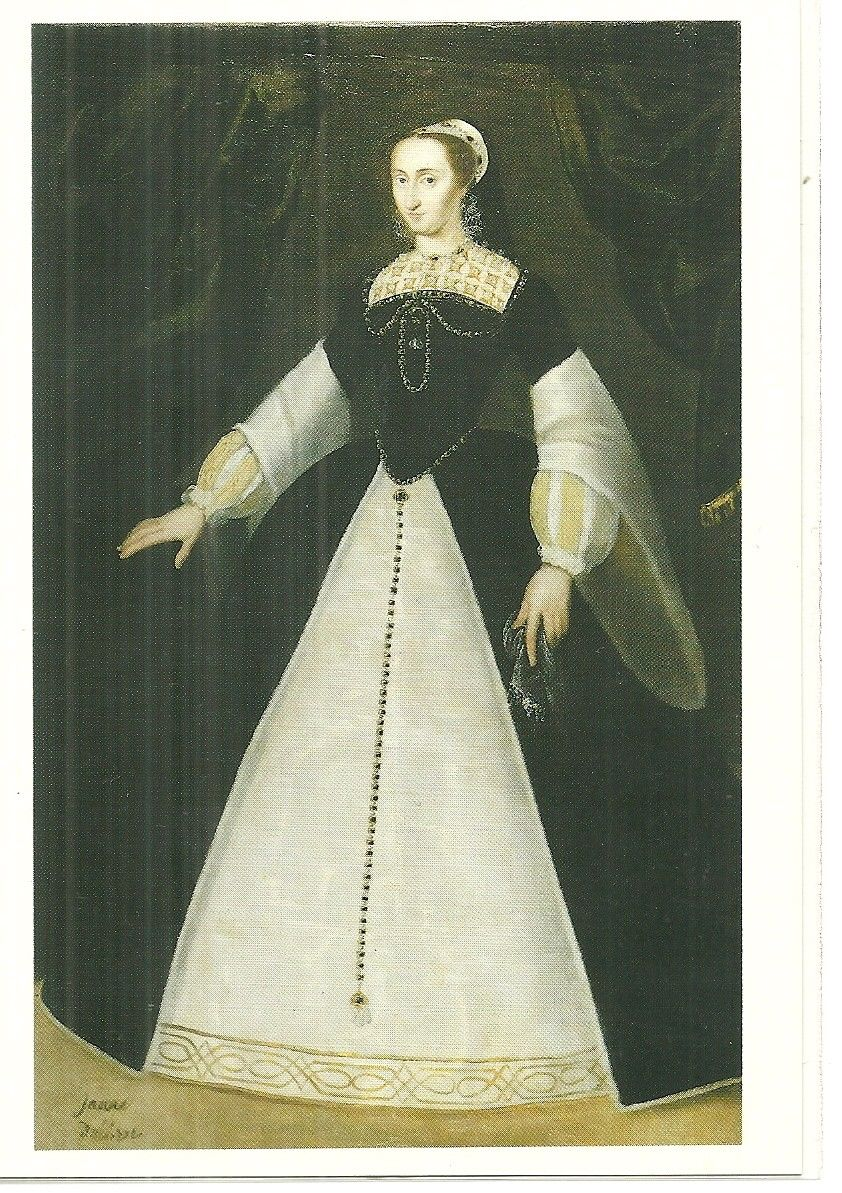
Unique portrait en pied conservé de Jeanne d'Albret, représentée ici après la mort de son époux.

Pendant son séjour à La Rochelle, elle assume le contrôle des fortifications, des finances, la collecte de renseignements et le maintien de la discipline parmi la population civile. Elle utilise ses propres bijoux comme garantie d'un prêt obtenu d'Élisabeth Ire reine d'angleterre de 20 000 livres et supervise le bien-être des nombreux réfugiés qui ont cherché refuge à La Rochelle. Elle accompagne souvent l'amiral Gaspard II de Coligny sur le champ de bataille où les combats sont les plus intenses ; ensemble, ils inspectent les défenses et rallient les forces huguenotes. Elle établit un séminaire religieux à La Rochelle, attirant dans ses murs les hommes huguenots les plus savants de France.
À la suite de la défaite huguenote du 16 mars 1569 à la bataille de Jarnac, le beau-frère de Jeanne, Louis Ier de Bourbon-Condé, est capturé puis assassiné. Gaspard de Coligny assume le commandement des forces huguenotes nominalement au nom de son fils Henri et du fils de Condé, Henri Ier de Bourbon, prince de Condé.

### Paix de Saint-Germain-en-Laye

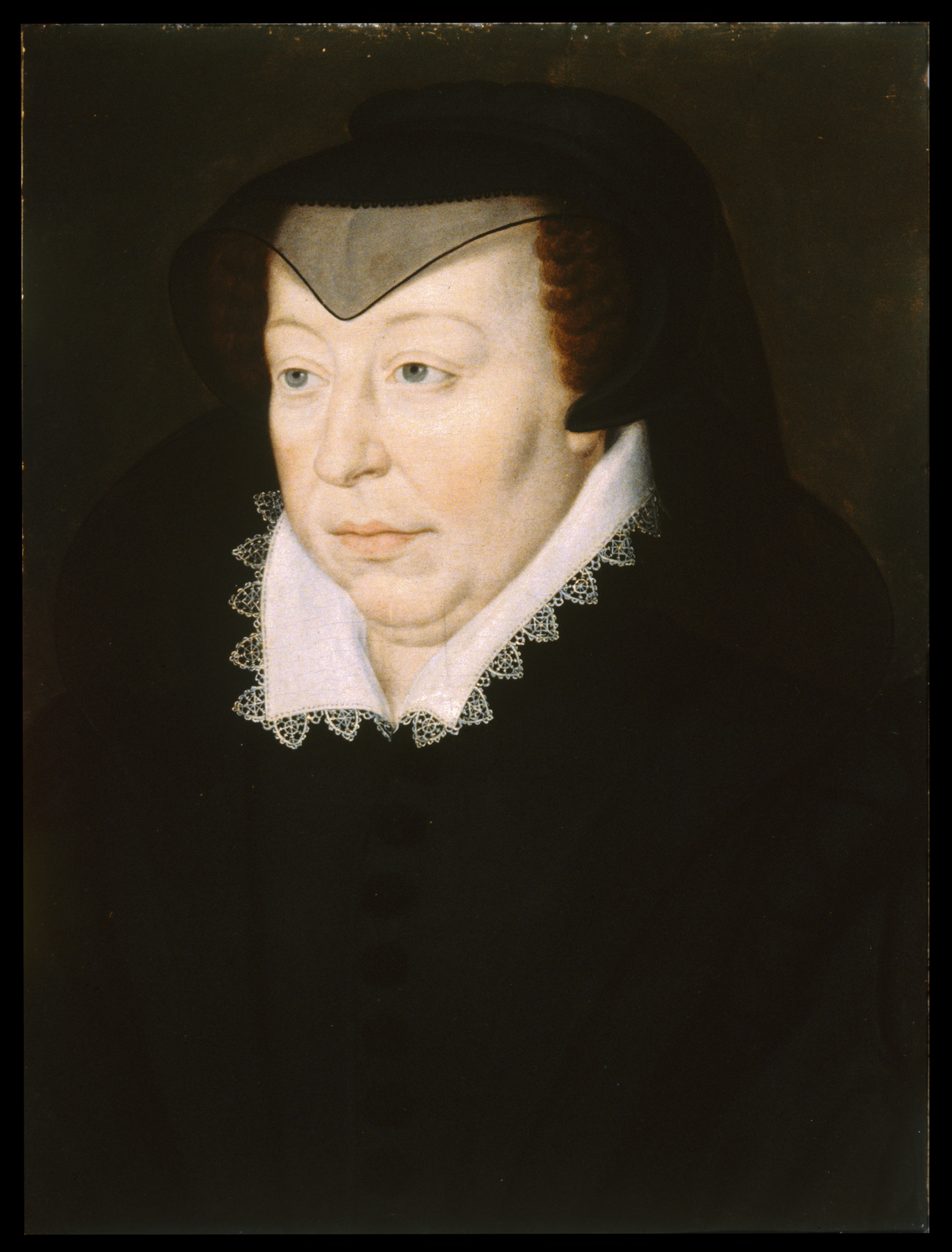
Portrait de Catherine de Médicis, attribué à François Clouet.

Contrairement aux prévisions, le parti huguenot tient bon. Une attaque des catholiques contre le Béarn est déjouée (bataille d'Orthez en août 1569) et même après la défaite de Moncontour en octobre, Jeanne refuse de se rendre. Mais au début de 1570, elle doit s'incliner devant la volonté de négocier de ses coreligionnaires. Elle quitte La Rochelle en août 1571, pour revenir sur ses terres. 
Jeanne est le principal artisan de la négociation de la paix de Saint-Germain-en-Laye qui met fin à cette troisième guerre en août 1570 après que l'armée catholique eut manqué d'argent. Une fois la paix de Saint-Germain signée, elle proteste à cause de sa mauvaise application.
Cette même année, dans le cadre des conditions énoncées dans le traité de paix, un mariage de complaisance, que Jeanne accepte à contrecœur, est arrangé entre son fils et la sœur du roi Charles IX, Marguerite de France (1553-1615), la troisième fille de Catherine de Médicis, en échange du droit des huguenots d'occuper des fonctions publiques en France, privilège qui leur était refusé auparavant. Jeanne, malgré sa méfiance à l'égard de Catherine de Médicis, accepte l'invitation de cette dernière à un rendez-vous personnel pour négocier le règlement du mariage. Elle doit cependant accepter une condition : Marguerite ne se convertira pas à la religion protestante.
Emmenant sa fille Catherine, Jeanne se rend à Chenonceaux le 14 février 1572 où se rencontrent les deux puissantes femmes des factions opposées. Jeanne trouve l'atmosphère de Chenonceaux corrompue et vicieuse, et écrit des lettres à son fils l'informant de la promiscuité des jeunes femmes à la cour de Catherine, dont le comportement effronté et dévergondé avec les courtisans scandalise sa nature puritaine. Dans une de ses lettres à Henri, elle lance l'avertissement suivant :  « Pour rien au monde je ne voudrais que vous veniez vivre ici. Même si je savais que c'était mauvais, je trouve cela encore pire que je ne le craignais. Ici, ce sont les femmes qui font des avances aux hommes, et non l'inverse. Si vous étiez ici, vous ne vous échapperiez jamais sans une intervention spéciale de Dieu ». Jeanne se plaint également auprès de son fils que la reine mère la maltraite et se moque d'elle alors qu'elles négocient les conditions du règlement, écrivant le 8 mars, « elle me traite si honteusement que vous pourriez dire que la patience que je parviens à maintenir dépasse celle de Griselda elle-même ».

### Décès

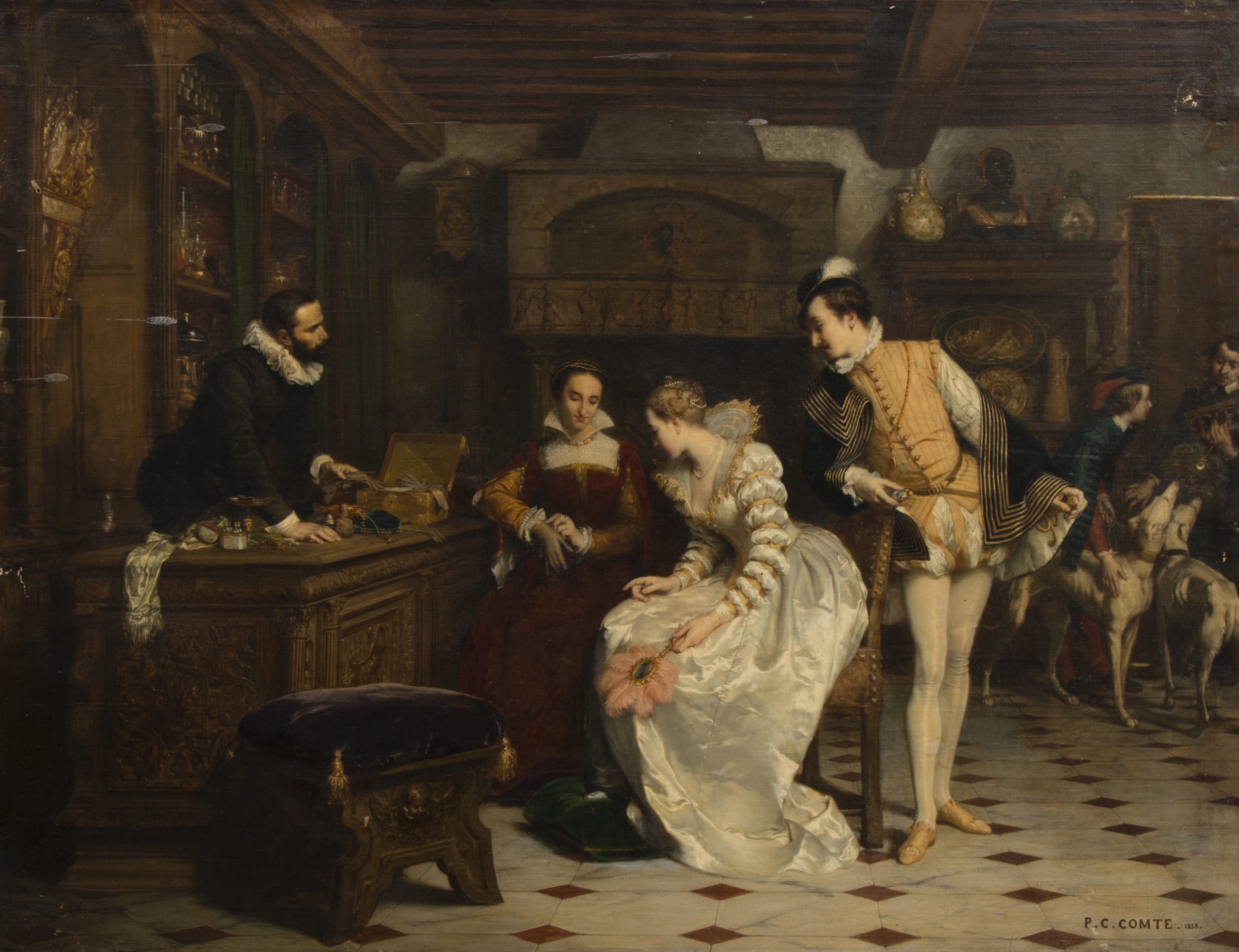
Jeanne d'Albret, accompagnée de son fils Henri de Navarre et de Marguerite de Valois, vient acheter chez René, parfumeur de Catherine de Médicis, les gants qui l'ont empoisonnée, peinture d'histoire de Pierre-Charles Comte, Salon de 1852.

Les deux femmes parviennent à un accord ; Jeanne prend congé de Catherine de Médicis à la suite de la signature du contrat de mariage entre Henri et Marguerite le 11 avril. Le mariage doit avoir lieu le 18 août 1572. Jeanne arrive à Paris le 16 mai et s'installe à l’hôtel Guillard, mis à sa disposition par le prince de Condé, pour les préparatifs du mariage. Elle fait des courses quotidiennes pour se préparer. Anne d'Este décrit Jeanne durant cette période dans une lettre qu'elle écrit à une amie : « La reine de Navarre est ici, pas en très bonne santé mais très courageuse. Elle porte plus de perles que jamais ».
Le 4 juin 1572, deux mois avant la date prévue du mariage, Jeanne rentre chez elle après une de ses sorties, se sentant malade. Le lendemain matin, elle se réveille avec de la fièvre et se plaint d'une douleur dans le côté supérieur droit du corps. Cinq jours plus tard, elle décède. 
Son décès soudain, affaiblissant opportunément le parti huguenot peu de temps avant le massacre de la Saint-Barthélemy, suscitera a posteriori des rumeurs infondées d'empoisonnement. Le premier pamphlet à formuler cette accusation date de 1574. Dans son Histoire universelle, Agrippa d'Aubigné accuse René Bianchi, le parfumeur florentin de Catherine de Médicis, d'avoir procuré des gants parfumés, habilement empoisonnés, à la reine de Navarre. Dans son roman La Reine Margot (1845), Alexandre Dumas reprend cette accusation. Repris par Diderot, mais pas par Voltaire, ces soupçons seront maintenus sans preuves au XIXe siècle par les frères Haag, historiens du protestantisme. On les retrouve dans la pièce de théâtre de Christopher Marlowe, Massacre à Paris, et dans le roman de 1907 L'Épopée d'Amour de Michel Zévaco (dans la série Les Pardaillan).  Aujourd'hui, ces accusations sont reléguées au domaine romanesque, plus aucun historien contemporain ne les reprenant à son compte. Une autopsie a prouvé que Jeanne est décédée de causes naturelles.
Contrairement à ses vœux, elle est inhumée  aux côtés de son époux à la collégiale Saint-Georges à Vendôme, en compagnie des Bourbons, et non pas dans la cathédrale Notre-Dame-de-l'Assomption de Lescar. Après ses funérailles, un cortège portant son corps parcourt les rues de Vendôme. Les tombes sont détruites lors du saccage de l'église en 1793 lors de la Révolution française. Son fils Henri lui succède et devient le roi Henri III de Navarre. En 1589, il monte sur le trône de France sous le nom d'Henri IV, fondateur de la lignée des Bourbon.

## Titulature
De son propre chef, par héritage de son père Henri d'Albret :
- reine de Navarre (en fait, la Basse-Navarre) (1555-1572) ;
- duchesse d'Albret (1555-1572) ;
- viguier d'Andorre (1555-1572) ;
- comtesse de Foix, de Périgord, de Bigorre et de Gause  ;
- vicomtesse de Limoges, de Béarn, de Tartas, de Maremne, de Dax, de Brulhois, de Villemur ;
- baronne de Castelnau  ;
- Dame de Baugé, de Nérac, de Craon, de La Chapelle des Aix-d'Angilon, d'Argent, de Clermont, de Villezon, d'Espineuil, de Montrond, de Bruyères, de Dun-le-Roi, de Saint-Gondom, de Corberin, de Chalucet, de Prahec, de Lussac et de Chisay.

De son propre chef, par héritage de sa mère Marguerite d'Angoulême :
- Comtesse de Rodez, d'Armagnac, de Fézensac et de L'Isle-Jourdain (1555-1572) ;
- Vicomtesse de Lomagne et d'Auvillars, de Fézensaguet et de Creyssel (1555-1572) ;
- Baronne de Meyrueis et de Caussade (1555-1572).

Par son mariage avec Antoine de Bourbon, premier prince de sang :
- Duchesse de Vendôme (1548-1562) ;
- Duchesse de Beaumont (1548-1562) ;
- Comtesse de Marle (1548-1562) ;
- Comtesse de Conversano (1548-1562).
- Châtelaine de Lille
- Dame  d'Épernon, de La Fère, de Ham, de Montoire, de Lavardin, de Trôo, de Châteauneuf-en-Thymerais, de Champrond.

## Mariage et enfants
Jeanne épouse à Moulins, le 20 octobre 1548, Antoine de Bourbon, duc de Vendôme et « premier prince du sang ». Ils ont cinq enfants, dont deux survivent : 
- Henri (Coucy, 21 septembre 1551 -  La Flèche, 20 août 1553), duc de Beaumont : il serait mort asphyxié parce que sa gouvernante l'aurait maintenu trop serré dans ses langes dans une pièce surchauffée[51] ;
- Henri (Pau, 13 décembre 1553 - Paris, 14 mai 1610), roi de Navarre (1572-1610) sous le nom d'Henri III, puis roi de France (1589-1610) sous le nom d'Henri IV ;
- Louis-Charles de Bourbon (Gaillon, 19 février 1555 - Mont-de-Marsan, octobre 1557), comte de Marle : il fut victime d'un jeu entre sa nourrice et un gentilhomme qui s'amusèrent à se passer l'enfant de l'un à l'autre à la fenêtre, jusqu'à ce que le malheureux leur échappe et tombe du premier étage ; la nourrice essaya de cacher l'accident et l'enfant en mourut[52] ;
- Madeleine (Nérac, 11 avril 1556 - idem, 25 avril 1556) ;
- Catherine (Paris, 7 février 1559 - Nancy, 13 février 1604), duchesse d'Albret, comtesse d'Armagnac et de Rodez, mariée en 1599 à Henri II, duc de Lorraine et de Bar.

## Œuvres
Comme sa mère, Jeanne est une auteure qualifiée et aime écrire de la poésie. Elle rédige également ses Mémoires dans lesquels elle justifie ses actions en tant que chef des Huguenots . Parmi ses poèmes figurent quatre sonnets dont Response de la Royne aux louanges de du Bellay ; une Chanson sur les amours de Condé et de Mademoiselle de Limeuil ; un impromptu écrit lors d'une visite à l'imprimeur Henri Estienne.
- Mémoires et poésies de Jeanne d'Albret
  - Poésies à partir de cette page
  - Pièces justificatives, dont Lettres de Jeanne d'Albret, à partir de cette page

## Hommage

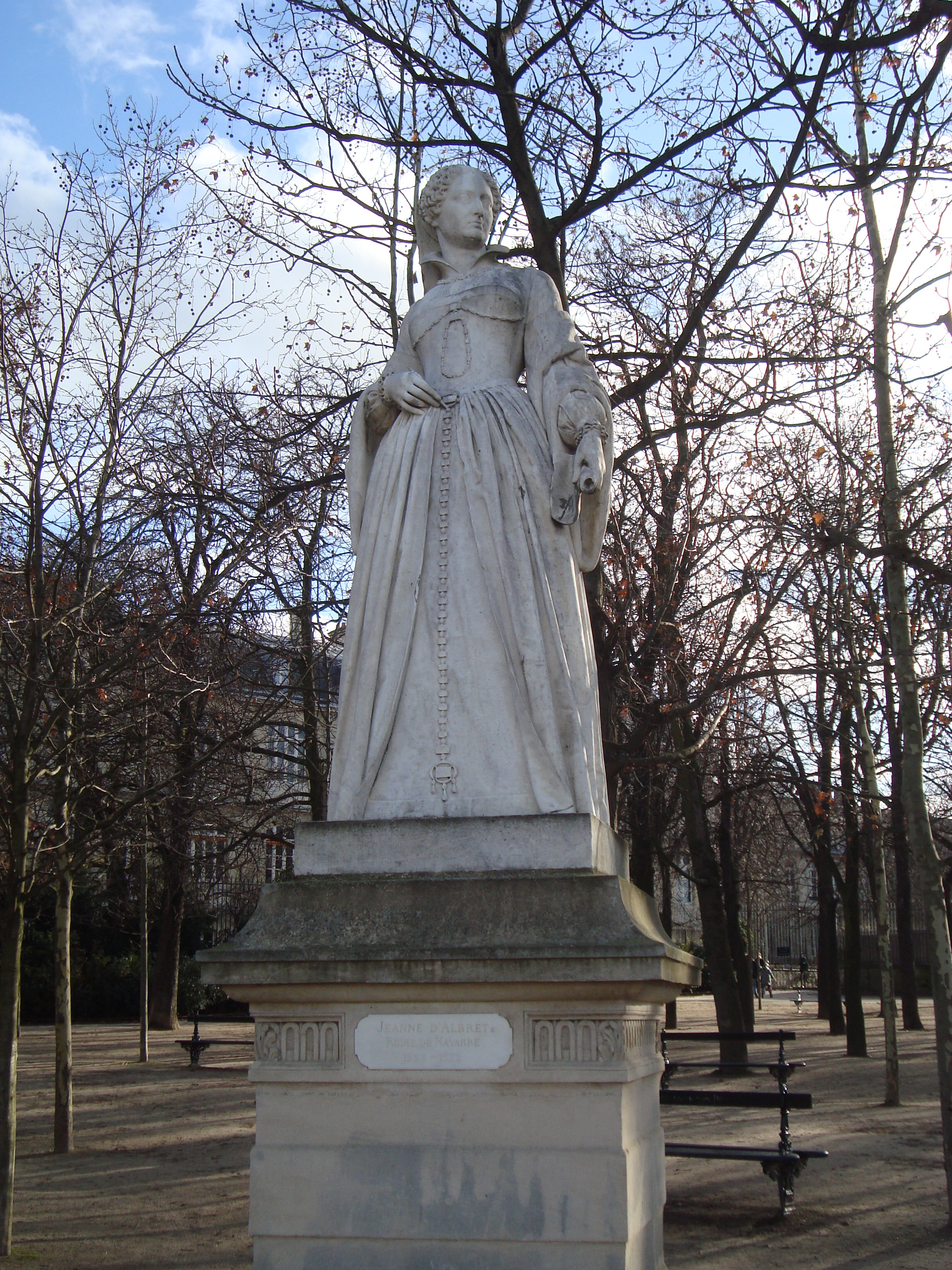
Jeanne d'Albret par Jean-Louis Brian au jardin du Luxembourg.

Une statue la représente à Paris parmi les Reines de France et Femmes illustres du jardin du Luxembourg.
Jeanne d'Albret a notamment donné son nom à un lycée français situé en région parisienne, dans la ville de Saint-Germain-en-Laye. C'est en effet au château de Saint-Germain-en-Laye qu'elle est née en 1528.
Un collège de Pau, où elle fut couronnée porte également son nom. Plusieurs rues portent également son nom, à Pau, Vendôme, La Rochelle, Châtellerault et Aixe-sur-Vienne.

## Dans les arts et la culture

### Littérature

#### Romans
- 1907 :  Les Pardaillan de Michel Zevaco :
  - Les Pardaillan
  -  L'épopée d'amour

- 2010 : Les Amants de La Folie-Dieu de René Bruneau

### Filmographie

#### Cinéma
- 2010 : Dans le film Henri 4, elle est interprétée par l'actrice espagnole Marta Calvó.

#### Télévision
- 2022 : Dans la série The Serpent Queen créée par Justin Haythe, elle est interprétée par Rosalie Craig (en).

### Sources primaires
- Bernard Berdou d'Aas, Jeanne d'Albret, reine de Navarre et vicomtesse de Béarn : Lettres ; suivies d'une Ample déclaration, Biarritz, Atlantica, 2007, 235 p. (ISBN 978-2-7588-0023-1, présentation en ligne).

## Crédit d'auteurs
- (en) Cet article est partiellement ou en totalité issu de l’article de Wikipédia en anglais intitulé « Jeanne d'Albret » (voir la liste des auteurs).